# Стоун, Роджер
Роджер Джейсон Стоун-младший (родился 27 августа 1952) - американский политический консультант  и лоббист. Известен работой в пользу кандидатов от Республиканской партии. С 1970-х годов работал над кампаниями республиканских политиков, включая Ричарда Никсона, Рональда Рейгана, Джека Кемпа, Боба Доула и Дональда Трампа.
В 1980 году совместно с Полом Манафортом и Чарльзом Р. Блэком-младшим основал лоббистскую фирму в Вашингтоне, округ Колумбия. После присоединения к фирме Питера Дж. Келли она была переименована в «Блэк, Манафорт, Стоун и Келли» (БМСК). :124 В течение 1980-х годов БМСК стала ведущей лоббистской фирмой, среди клиентов которой были корпорации США, торговые ассоциации, а также правительства других стран. К 1990 году Стоун получил известность как один из ведущих лоббистов американских компаний и иностранных организаций. :125
В разные годы характеризовался как «грязный обманщик», «известный боец», «опытный практик», «лживый болтун», а также «ветеран республиканской стратегии». В ходе президентской кампании Трампа 2016 года Стоун выдвигал ряд ложных теорий и теорий заговора. Жизни Стоуна и его роли в президентской кампании Дональда Трампа посвящен документальный фильм Netflix Get Me Roger Stone
Стоун официально покинул кампанию Трампа 8 августа 2015 года. Однако, в ходе расследования российского вмешательства в выборы 2016 года в США, два партнера Стоуна сообщили, что во время президентской кампании 2016 года он сотрудничал с основателем WikiLeaks Джулианом Ассанжем в действиях по дискредитации Хиллари Клинтон. Стоун и Ассанж отрицали эти заявления. 25 января 2019 года Стоун был арестован в Форт-Лодердейле, штат Флорида, в связи с расследованием Специального адвоката Роберта Мюллера. Ему было предъявлено обвинение в даче ложных показаний. Стоун не признал себя виновным.

## Биография
Родился 27 августа 1952 года в Норуолке, штат Коннектикут. Родители: Глория Роуз (Корбо) и Роджер Дж. Стоун. Вырос в Льюисборо, штат Нью-Йорк, в семье венгерского и итальянского происхождения. Его мать была провинциальным репортером, отец — буровиком и владельцем бизнеса. Семья была католической.
Ещё будучи учеником начальной школы в 1960 году, начал политическую деятельность в поддержку президентской кампанию Джона Ф. Кеннеди: "Я помню, как приходил в столовую и рассказывал, что Никсон заставит всех ходить в школу по субботам. Это был мой первый политический трюк.
Будучи вице-президентом студенческого правительства в средней школе в северном округе Вестчестер, штат Нью-Йорк, Стоун хитростью добился отстранения от должности школьного президента и сменил его. Прочитав статью «Совести консерватора» Барри Голдуотера, Стоун стал волонтером в кампании Голдуотера. В 2007 году Стоун писал, что он был убежденным консерватором, но с либертарианскими наклонностями.
В 1972 году, будучи студентом Университета Джорджа Вашингтона, Стоун пригласил Джеба Магрудера выступить на заседании Клуба молодых республиканцев, а затем попросил Магрудера устроить его на работу в Комитет по переизбранию президента Ричарда Никсона. Магрудер согласился, и Стоун покинул колледж, чтобы работать в комитете.

### 1970-е годы: кампания Никсона, Уотергейт и Рейган, 1976
Политическая карьера Стоуна началась всерьез во время кампании Никсона в 1972 году. Тогда он внес деньги в фонд возможного конкурента Никсона от имени Молодого социалистического альянса, а затем передал квитанцию Лидеру Манчестерского союза. Он также нанял шпиона в кампании Хьюберта Хамфри, который стал водителем Хамфри. По словам Стоуна, днем он был координатором в кампании Никсона, а «ночью я занимался чёрным искусством». Люди Никсона были одержимы сбором секретных сведений. " Стоун утверждает, что он никогда не делал ничего противозаконного во время Уотергейта. Фонд Ричарда Никсона позже пояснил, что Стоун был 20-летним младшим координаторм в кампании, и что характеризовать Стоуна как одного из помощников или советников Никсона было бы «грубым искажением».
После того, как Никсон победил на президентских выборах 1972 года, Стоун работал на администрации в Управлении экономических возможностей. После того как Никсон подал в отставку, Стоун пошел работать на Боба Доула, но позже был уволен после того, как обозреватель Джек Андерсон публично назвал Стоуна «грязным никсоновским трюкачом».
В 1975 году Стоун помог основать Национальный консервативный комитет по политическим действиям, организацию « Новые правые», которая стала инициатором независимых расходов на политическую рекламу.
В 1976 году работал в президентской кампании Рональда Рейгана. В 1977 году, в возрасте 24 лет, Стоун выиграл президентство молодых республиканцев в кампании, которой руководил его друг Пол Манафорт. При этом на каждого из 800 делегатов съезда было составлено досье под кодовым названием «книга для порки» (whip books).

### 1980-е: Рейган, 1980, лоббирование, Буш, 1988

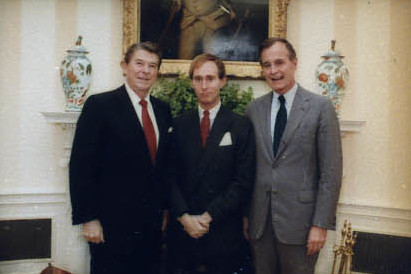
Стоун с президентом Рональдом Рейганом и вице-президентом Джорджем Бушем-старшим, 1982 год

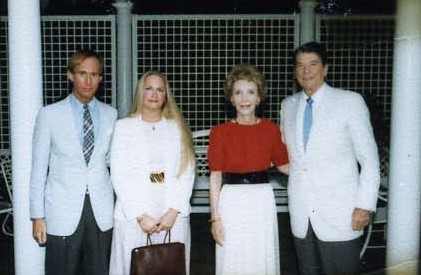
Роджер Стоун и его тогдашняя жена Энн Стоун с президентом Рональдом Рейганом и первой леди Нэнси Рейган, 1984 год

В 1981 году Стоун работал главным стратегом Томаса Кина в кампании по избранию на пост губернатора Нью-Джерси и в кампании по переизбранию в 1985 году.
Стоун, которого называли «хранителем огня для Никсона», был советником бывшего президента в его постпрезидентские годы, служа «человеком Никсона в Вашингтоне». Стоун был протеже бывшего губернатора Коннектикута Джона Дэвиса Лоджа, который представил молодого Стоуна бывшему вице-президенту Никсону в 1967 году. После того, как в 2019 году Стоуну было предъявлено обвинение, Фонд Никсона обнародовал заявление, в котором говорится, что Стоун с Никсоном. никак не связан. В 1980 году Джон Сирс привлек Стоуна к участию в президентской кампании Рональда Рейгана координатором по Северо-Востоку. Стоун писал, что Рой Кон помог ему договориться о том, чтобы Джон Б. Андерсон выдвинул кандидатуру Либеральной партии Нью-Йорка, что поможет расколоть оппозицию Рейгану в штате. Стоун также сообщил, что Кон дал ему чемодан, который Стоун избегал открывать, и что по указанию Кона он оставил чемодан в офисе адвоката, влиятельного в кругах либеральной партии. Рейган победил, собрав 46 % голосов. После истечения срока давности за взяточничества, Стоун сказал: «Я заплатил его юридической фирме. Я не знаю, что он сделал за деньги, но как бы то ни было, Либеральная партия пришла к правильному выводу из принципа».
В 1980 году Стоун и Манафорт решили вместе с партнером Чарли Блэком заняться бизнесом, создав политическую консалтинговую и лоббистскую фирму. Black, Manafort & Stone (BMS), стала одной из первых мегалоббистских фирм в Вашингтоне и считалась основой успеха кампании Рональда Рейгана. В 1984 году к фирме присоединился Республиканский политтехнолог Ли Этуотер.
Из-за согласия BMS представлять диктаторов третьего мира, таких как Мобуту Сесе Секо в Республике Конго и Фердинанд Маркос на Филиппинах, фирма получила название "Лобби мучителей ". BMS также представляла множество влиятельных корпоративных клиентов, в том числе News Corp Руперта Мердока, Институт табака и, начиная с начала 1980-х годов, Дональда Трампа .
В 1987 и 1988 годах Стоун служил старшим советником в президентской кампании Джека Кемпа, которой руководил партнер-консультант Чарли Блэк. На тех же выборах другие партнеры фирмы работали на Джорджа Буша-старшего (Ли Этуотер в качестве руководителя кампании и Пол Манафорт в качестве директора по операциям в осенней кампании).
В апреле 1992 года журнал Time утверждал, что Стоун был связан со скандальной рекламой Вилли Хортона, чтобы помочь президентской кампании Джорджа Буша-старшего в 1988 году, которая была направлена против оппонента- демократа Майкла Дукакиса. Стоун сказал, что он призвал Ли Этуотера не включать Хортона в рекламу. Стоун отрицал, что делал или распространял рекламу, заявив, что это дело рук Атуотера.
В 1990-х годах Стоун и Манафорт продали свой бизнес. Хотя их карьера шла в разных направлениях, их отношения оставались близкими.
1990-е: начало работы с Дональдом Трампом и Бобом Доулом.
В 1995 году Стоун руководил кампанией сенатора-республиканца Арлена Спектера по выдвижению на пост президента в 1996 году. Спектр отказался от участия в начале кампании с поддержкой менее 2 %.
В течение многих лет Стоун был лоббистом игорного бизнеса Дональда Трампа, а также участвовал в противостоянии расширению сети казино в штате Нью-Йорк, что привело его к конфликту с губернатором Джорджем Патаки.
Стоун подал в отставку с поста консультанта сенатора Боба Доула в президентской кампании 1996 года после того, как The National Enquirer сообщил, что Стоун разместил рекламу и фотографии на сайтах и в публикациях свингеров, ищущих сексуальных партнеров. Стоун изначально опроверг сообщение. Однако в интервью 2008 года в The New Yorker признал, что реклама имела место.

### 2000-е: пересчет голосов во Флориде, записки Киллиана, конфликт с Элиотом Спитцером
В 2000 году Стоун был менеджером прерванной кампании Дональда Трампа на первичных выборах в Партию реформ. Журналист-расследователь Уэйн Барретт обвинил Стоуна в том, что он убедил Трампа публично рассмотреть вопрос о выдвижении его кандидатуры в партии Реформ, чтобы отстранить Пата Бьюкенена и саботировать Партию реформ, пытаясь снизить общее количество голосов в пользу Джорджа Буша.
Позже в том же году, согласно Стоуну и фильму «Пересчет», Джеймс Бейкер нанял Стоуна для связи с общественностью во время пересчета голосов во Флориде. Его роль в бунте Brooks Brothers, протеста республиканских активистов против пересчета голосов, остается спорной.
В 2002 году Стоун был связан с кампанией бизнесмена Томаса Голисано по выборам на пост губернатора штата Нью-Йорк.
Во время президентской кампании 2004 года демократ Аль Шарптон ответил на обвинения в том, что Стоун работал над его кампанией, заявив: «Я давно общаюсь с Роджером Стоуном. Это не значит, что я во всем ему доверяю». Критики предположили, что Стоун работал с Шарптоном лишь для того, чтобы подорвать шансы Демократической партии на победу на выборах. Шарптон отрицает, что Стоун имел какое-либо влияние на его кампанию.
На тех выборах блогер обвинил Стоуна в ответственности за материалы кампании Керри- Спектер, которые были распространены в Пенсильвании. Такие материалы считались спорными, потому что они рассматривались как попытка заставить демократов, которые поддерживали Керри, голосовать за тогдашнего сенатора-республиканца Арлена Спектера в Филадельфии.
Во время всеобщих выборов 2004 года Стоун был обвинен тогдашним председателем DNC Терри Маколиффом в подделке меморандумов Киллиана, которые привели к тому, что телеканал CBS News сообщил, что президент Буш не выполнил свои служебные обязанности, будучи зачисленным в Национальную гвардию Техаса. Стоун отрицал, что подделал документы.
В 2007 году Стоун, в то время главный советник Джозефа Бруно (лидера большинства в Сенате штата Нью-Йорк), был вынужден уйти в отставку из-за обвинений в том, что он угрожал Бернарду Спитцеру, тогдашнему 83-летнему отцу кандидата в губернаторы от Демократической партии Элиота Спитцера. 6 августа 2007 года на автоответчике старшего Спитцера было оставлено грубое сообщение с угрозами судебного преследования пожилого человека, если тот не не вынудит своего сына к признанию в неблаговидных поступках. Бернард Спитцер нанял частное детективное агентство, которое выяснило, что звонок поступил с телефона жены Стоуна. Стоун отрицал, что оставил сообщение, несмотря на то, что его голос был узнаваем, утверждая, что он был в кино. Позже выяснилось, однако, что указанный фильм в тот день не шел. Стоун был официально обвинен в эпизоде «Хардбол» с Крисом Мэтьюсом и вызван повесткой в суд по этому делу. Дональд Трамп позже сказал по этому поводу: "Они поймали Роджера с поличным. То, что он сделал, было смешно и глупо. "
Стоун последовательно отрицап все обвинения. Однако вскоре он подал в отставку со своего поста консультанта в Республиканском комитете сената штата Нью-Йорк по требованию Бруно.
В январе 2008 года Стоун основал Citizens United Not Timid, группу агитации против Хиллари Клинтон с намеренно непристойным сокращением.
Стоун фигурирует в фильме «Буги-вуги: история о Ли Атуотере», снятом в 2008 году. Он также был показан в фильме «Клиент 9: Взлет и падение Элиота Спитцера», документальный фильм 2010 года о скандале с проституцией Элиота Спитцера.
Бывший помощник Трампа Сэм Нунберг считает Стоуна своим наставником и «суррогатным отцом».

### 2010-е: членство в Либертарианской партии и кампания Дональда Трампа
В феврале 2010 года Стоун стал менеджером кампании Кристин Дэвис, фигурантки скандальной истории с Элиотом Спитцером. Дэвис подала заявку на участие в выборах губернатора Нью-Йорка 2010 года от Либертарианской. Стоун сказал, что кампания «не обман, шутка или рекламный ход». Я хочу получить ей полмиллиона голосов. " Однако позже он был замечен в предвыборной кампании кандидата в губернаторы республиканцев Карла Паладино, о котором Стоун высказался положительно. По общему признанию, Стоун оказывал поддержку и консультировал обе кампании на том основании, что две кампании преследовали разные цели: Дэвис стремилась получить постоянный доступ к бюллетеням для своей партии, а Паладино был в гонке за победой (и был предпочтительным кандидатом Стоуна). Таким образом, Стоун не верил, что у него был конфликт интересов в поддержке обоих кандидатов. Во время работы в кампании Дэвиса Уоррен Редлих, либертарианский кандидат в губернаторы, утверждал, что Стоун сотрудничал с группой под названием «Люди за более безопасный Нью-Йорк», чтобы разослать листовку с надписью Redlich «сексуальный хищник» и «больной, извращенный извращенец». Позже Редлих подал в суд на Стоуна в нью-йоркском суде за клевету и потребовал 20 млн долларов в качестве компенсации. Тем не менее, в декабре 2017 года присяжные по этому делу приняли решение в пользу Стоуна, установив, что Редлих не смог доказать, что Стоун был связан с листовками.
Стоун работает в качестве неоплачиваемого консультанта комика Стива Берка (либертарианского члена его так называемой After Party). В кампании 2011 года на пост мэра Майами-Бич, штат Флорида, Берк проиграл гонку действующему мэру Матти Эррере Бауэру.
В феврале 2012 года Стоун заявил, что изменил свою партийную принадлежность с Республиканской партии на Либертарианскую. Он предсказывал «либертарианский момент» в 2016 году и конец республиканской партии.
В июне 2012 года Стоун объявил, что у него есть независимая группа супер-PAC в поддержку бывшего губернатора Нью-Мексико и кандидата в президенты от либертарианцев Гари Джонсона.

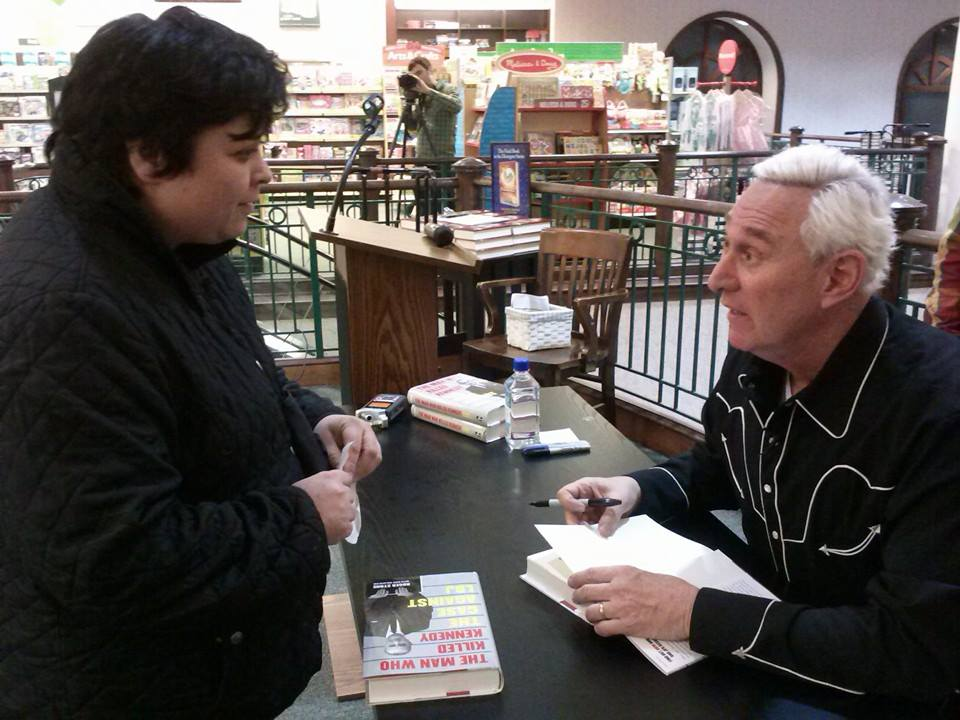
Встреча с избирателями, 2014 год

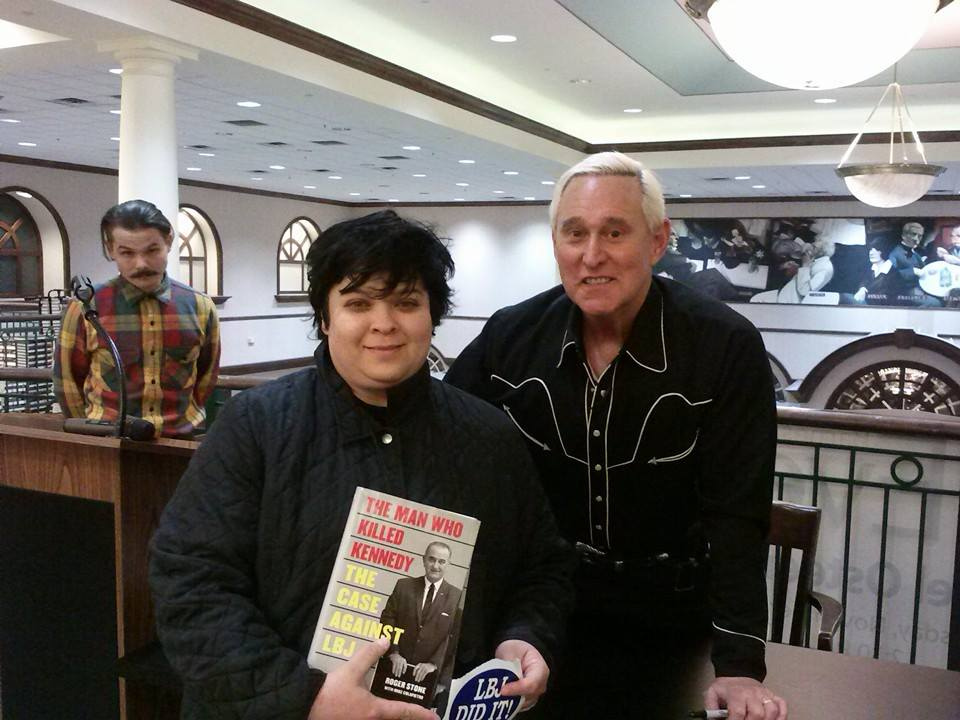
Стоун в 2014 году

Предполагалось, что в 2014 году Стоун будет баллотироваться на пост губернатора Флориды от Либертарианской парии. Но в мае 2013 года он заявил, что он не будет баллотироваться и что хотел бы посвятить себя проведению кампании в поддержку конституционной поправки 2014 года в избирательном бюллетене Флориды для легализации марихуаны.
Стоун работал советником президентской кампании 2016 года Дональда Трампа. Покинул предвыборную кампанию 8 августа 2015 года и заявил, что он ушел сам, а Трамп заявил, что Стоун был уволен. Несмотря на это, Стоун все ещё поддерживал Трампа.. Несколько дней спустя Стоун написал статью «Человек, который только что вышел из кампании Дональда Трампа, объясняет, как Трамп все ещё может победить» для Business Insider .
В ходе кампании 2016 года Стоуну было запрещено появляться на CNN и MSNBC после того, как он сделал серию оскорбительных постов в Twitter в адрес телевизионных деятелей. Стоун упомянул комментатора CNN, как «отъявленную суку», и назвал другого сотрудника CNN «глупым негром» и «толстым негром». В феврале 2016 года CNN заявила, что больше не будет приглашать Стоуна в свой эфир, MSNBC последовала примеру CNN.
В марте 2016 года в статье, опубликованной в National Enquirer, говорилось, что у Теда Круза, основного конкурента Трампа от республиканцев, были внебрачные связи с пятью женщинами. В статье приводятся слова Стоуна: «Эти истории уже давно крутятся вокруг Круза. Я верю, что дыма без огня не бывает». Круз отрицал обвинения, называя их «мусором» и «бульварной клеветой», и обвинил кампанию Трампа, и особенно Стоуна, в том, что эта история была частью организованной кампании клеветы против него. Круз заявил: "Это история, в которой цитируется один источник — Роджер Стоун, главный политический советник Дональда Трампа . И я хотел бы отметить, что мистер Стоун — человек, за которым полвека грязных трюков. В апреле 2016 года Круз снова раскритиковал Стоуна, заявив в радио-шоу Шона Хэннити: «Он дергает за ниточки Дональда Трампа. Он планировал кампанию Трампа, и он приспешник и грязный обманщик Трампа.» Стоун ответил, сравнив Круза с Ричардом Никсоном и обвинив его во лжи.
В апреле 2016 года Стоун сформировал группу сторонников Трампа «Останови воровство» и пригрозил «Днями ярости», если лидеры республиканских партий попытаются отказать в выдвижении Трампа на съезде Республиканской партии в Кливленде. Газета Washington Post писала, что Стоун «организует сторонников Трампа в качестве силы запугивания», отметив, что Стоун "пригрозил обнародовать номера комнат в отелях делегатов, которые работают против Трампа. " Председатель Республиканского национального комитета Райнс Прибус сказал, что эта угроза Стоуна была «просто совершенно за гранью».
После того как Трамп был раскритикован на съезде Демократической партии за высказывания в адрес мусульманам со стороны Хизра Хана, пакистанского американца, чей сын получил посмертную медаль «Бронзовая звезда» и « Пурпурное сердце» за участие в операции «Свобода Ираку» в 2004 году, Стоун попал в заголовки газет, защищая критику Трампа и обвиняя Хана в сочувствии врагу.
В 2017 году Стоун стал участником документального фильма Netflix «Get Me Roger Stone», в котором рассказывается о его прошлом и роли в президентской кампании 2016 года Дональда Трампа.
Во время кампании Стоун часто продвигал теории заговора, включая ложное утверждение о том, что помощник Клинтона Хума Абедин был связан с Братьями-мусульманами. В декабре 2018 года в рамках судебного урегулирования Стоун согласился отозвать ложное утверждение, которое он сделал во время кампании, а именно, что якобы Го Вэньгуй пожертвовал деньги на кампанию Хиллари Клинтон.
В начале 2018 года, в преддверии выступления на ежегодной Республиканской конференции в Дорчестере в Салеме, штат Орегон, Стоун пытался пригласить в качестве охранников этого мероприятия «Гордых мальчиков», правую группировку, известную уличными драками.

## Предполагаемые отношения с Wikileaks и российскими хакерами перед выборами в США 2016 года

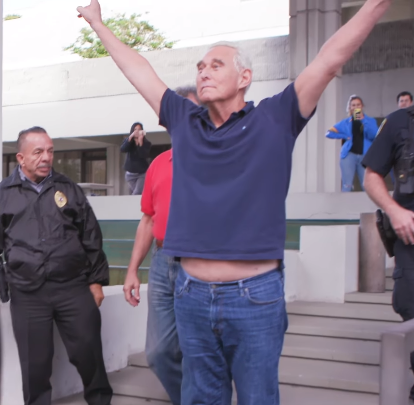
Стоун после ареста и предъявления обвинений 25 января 2019 года.

Во время кампании 2016 года Стоун был обвинен председателем кампании Хиллари Клинтон Джоном Подестой в том, что он заранее знал о публикации WikiLeaks личных писем Подесты, похищенных хакером. За пять дней до утечки Стоун написал в Твиттере: «В среду с Хиллари Клинтон булет покончено. #Wikileaks.». Стоун отрицает наличие каких-либо предварительных сведений о взломе электронной почты Подесты или какой-либо связи с российской разведкой, заявляя что его более ранний твитт ссылался на сообщения о собственных связях Podesta Group с Россией.. В своем вступительном заявлении перед Постоянным комитетом Палаты представителей США от 26 сентября 2017 года Стоун повторил это утверждение: «Обратите внимание, что в моем твите от 21 августа 2016 года ничего не говорится о письме господина Подеста, но точно известно, что бизнес братьев Подеста в России … будет находиться под пристальным вниманием общественности»..
Стоун неоднократно признавал, что он установил связь с основателем WikiLeaks Джулианом Ассанжем для получения информации о Хиллари Клинтон, и указывал на Ассанжа как на источник своих знаний о публикации писем Подесты в WikiLeaks. В обвинительном заключении от января 2019 года утверждалось, что Стоун общался с лицами, осведомленными о планах WikiLeaks.
В феврале 2017 года газета The New York Times сообщила, что в рамках расследования кампании Трампа ФБР изучало любые контакты, которые Стоун мог иметь с российскими оперативниками. В следующем месяце газета «Вашингтон таймс» сообщила, что в Твиттере Стоун опубликовал сообщение о предполагаемом хакере DNC Guccifer 2.0. Стоун признал контакты с загадочной персоной и обнародовал выдержки из сообщений. Стоун сказал, что сообщения были просто невинной похвалой взлома. Американские спецслужбы считают Guccifer 2.0 персоной, созданной российской разведкой для маскировки своей роли в хакерской DNS-атаке. Персона Guccifer 2.0 была в конечном итоге связана с IP-адресом, связанным с российским разведывательным агентством ГРУ в Москве, когда пользователь с московским IP-адресом вошел в одну из учётных записей социальных сетей Guccifer без использования VPN.
В марте 2017 года Комитет Сената по разведке попросил Стоуна сохранить все документы, связанные с любыми российскими контактами. Заместитель председателя комитета сенатор Марк Уорнер призвал Стоуна дать показания перед комитетом, заявив, что он «попал в корень» [информации] о сомнительных отношениях с Россией. Стоун отрицал какие-либо правонарушения в интервью с Биллом Махером 31 марта 2017 года и заявил, что готов дать показания в комитете.
26 сентября 2017 года Стоун дал показания на закрытых слушаниях Комитета по разведке Конгресса. Он также представил заявление Комитету и прессе. The Washington Post аннотировала заявление Стоуна, отметив его связь с провокационным сайтом Infowars, крайне-правым сайтом Breitbart News и Джеромом Корси — пропагандистом теорий заговора о гражданстве Барака Обамы.
28 октября 2017 года, после сообщения CNN о том, что обвинения будут предъявлены в течение нескольких дней, Твиттер заблокировал аккаунт Стоуна за то, что он назвал «целевым злоупотреблением» в отношении различных сотрудников CNN в серии уничижительных, угрожающих и непристойных действий.
13 марта 2018 года два источника, близких к Стоуну, — бывший помощник Трампа Сэм Нунберг и человек, говорящий на условиях анонимности, — подтвердилиThe Washington Post,что Стоун установил контакт с владельцем WikiLeaks Джулианом Ассанжем и что оба разговаривали по телефону, обсуждая электронные письма, связанные с кампанией Клинтон, которые просочились в WikiLeaks. Позже Стоун отрицал, что он связался с Ассанжем или заранее знал о просочившихся электронных письмах.
В мае 2018 года консультанту Стоуна по социальным сетям Джейсону Салливану были выданы повестки Большого жюри в рамках расследования Мюллера.
3 июля 2018 года судья окружного суда США Эллен Хьювелл отклонила иск, возбужденный политической активистской группой «Защити демократию», утверждавшей, что штаб кампании Дональда Трампа и Стоун вступили в тайный сговор с Россией и WikiLeaks с целью публикации похищенных электронных писем Демократического национального комитета во время президентских выборов 2016 года. Судья установила, что иск был подан в неправильной юрисдикции. На следующей неделе Стоун был идентифицирован двумя правительственными чиновниками как анонимное лицо, упомянутое в обвинительном заключении, выпущенном заместителем генерального прокурора Родом Розенштейном, который обвинил двенадцать российских военных разведчиков в сговоре с целью вмешательства в выборы 2016 года.
25 января 2019 года 29 агентов ФБР вошли в дом Стоуна в Форт-Лодердейле, штат Флорида; Стоун был арестован по семи уголовным обвинениям. В тот же день федеральный судья-магистрат выпустил Стоуна под залог на сумму 250 000 долларов и заявил, что он не представляет опасности для следствия. Стоун сказал, что он будет бороться с обвинениями, которые он назвал политически мотивированными, и откажется «лжесвидетельствовать» против Трампа. Он назвал Роберта Мюллера «мошенником-прокурором». Обвинители утверждали, что после первого выпуска похищенных электронных писем в июле 2016 года высокопоставленному представителю кампании Трампа было приказано связаться с Стоуном по поводу любых дополнительных выпусков и определить, какую другую разрушительную информацию WikiLeaks имела в отношении кампании Клинтон. После этого Стоун рассказал кампании Трампа о возможных будущих выпусках компромата на Клинтон через WikiLeaks. В обвинительном заключении также утверждалось, что Стоун обсуждал релизы WikiLeaks с многочисленными высокопоставленными сотрудниками кампании Трампа.
18 февраля 2019 года Стоун опубликовал в Instagram фотографию Эми Берман Джексон — федерального судьи, курировавшего его дело, с тем, что напоминало прицел винтовки рядом с её головой. Позже в тот же день Стоун подал в суд извинения. Затем Джексон взяла с него подписку о неразглашении..

## В культуре
- Сериал Самый громкий голос (2019 г.). Роль исполнил Джозеф Кортезе.